# Giuseppe Maria Pilo
Giuseppe Maria Pilo Di Capaci (Mogliano Veneto, 16 giugno 1929 – Asiago, 1º novembre 2020) è stato uno storico dell'arte italiano, professore emerito all'Università Ca' Foscari di Venezia.

## Biografia
Cavaliere dell'Ordine equestre dei Santi Maurizio e Lazzaro e degli Ordini dinastici della Real Casa di Savoia, Confratello Capitolare della Scuola Grande Arciconfraternita di San Rocco in Venezia, socio d'onore della Scuola Grande di San Fantin, socio effettivo dell'Accademia Olimpica di Vicenza e di altre istituzioni culturali, era pronipote di Rosolino Pilo.
Dell'attività di ricerca, didattica e di promozione culturale di Giuseppe Maria Pilo fanno fede le pubblicazioni prodotte e la quantità dei servizi resi, nella pubblica amministrazione e nella scuola, a livello secondario dapprima, poi per oltre un trentennio nell'insegnamento universitario, a Padova (dove si era anche laureato), Trieste, Udine e, dal 1994, all'Università Ca' Foscari di Venezia, città dove aveva intrapreso le sue prime esperienze museali (1955-1960) e d'insegnamento superiore nell'Accademia di Belle Arti (1970-1972).